# 花水蘚科
花水藓科也叫苔草科，只有1属—花水藓属(也称松尾属，Mayaca）约10种，全部生长在热带和亚热带的美洲和非洲。
本科植物为水生植物，沉水或浮水。
1981年的克朗奎斯特分类法将其列入鸭跖草目，1998年根据基因亲缘关系分类的APG 分类法认为无法将其分入任何一目，直接放到鸭跖草分支之下，2003年经过修订的APG II 分类法将其列在禾本目。

## 物种
花水藓属包括以下物种：
- Mayaca aubletii Schott. & Endl.
- Mayaca baumii Gürke
- Mayaca fluviatilis Aubl.[1]
- Mayaca kunthii Seub.
- Mayaca longipes Mart. ex Seub.
- Mayaca sellowiana Kunth
- Syena aubleti Michx.